# تپه شاه محمدی
تپه شاه محمدی مربوط به دوره ساسانیان - هزاره اول قبل از میلاد - سدهٔ ۶ تا ۸ ه.ق است و در شهرستان تکاب، بخش تخت سلیمان، دهستان ساروق، روستای دول چوبلو واقع شده و این اثر در تاریخ ۷ اسفند ۱۳۸۵ با شمارهٔ ثبت ۱۷۶۷۹ به‌عنوان یکی از آثار ملی ایران به ثبت رسیده است.